# 武生信用金庫
武生信用金庫（たけふしんようきんこ、英語：Takefu Shinkin Bank）は、かつて福井県越前市に本店を置いていた信用金庫。2016年2月に福井信用金庫へ吸収合併された。現在、旧本店は福井信用金庫武生営業部として営業している。

## 沿革
- 1927年（昭和2年） - 有限責任信用組合武生金庫として設立する。
- 1936年（昭和11年） - 保証責任信用組合武生金庫となる。
- 1950年（昭和25年） - 信用協同組合に転換、武生信用組合に改組する。
- 1952年（昭和27年） - 信用金庫に転換、武生信用金庫に改組する。
- 2016年（平成28年）2月15日 - 福井信用金庫へ吸収合併。

## 福井信金との合併・消滅
武生信金は、旧経営陣による不正融資問題（武生信金不正融資事件）が発覚。信用不安が生じ信金中央金庫から40億円の資本支援を受けていたほか、信金中金や県内信金から人材の派遣を受け入れ経営再建にあたっていた。しかし経営改善が進まず、2016年2月15日に福井信用金庫が救済する形で吸収合併した。合併後の名称は福井信用金庫とし、存続信金は福井信金。また武生信金本店は「武生営業部」とした。

## ATMについて

### 北陸3県信金との提携
ATMでは、北陸地方3県（富山県・石川県・福井県）内に本店を置く信用金庫（しんきん北陸トライアングルネットワークATMサービス）のカードに限ってATM利用時間内に関わらず入出金手数料が終日無料で利用できた。 また北陸三県以外の都道府県の信用金庫（しんきんATMゼロネットサービス）のカードでも平日8時45分から18時までの入出金・土曜9時から14時までの出金に限り手数料が無料で利用できた。

### 県内銀行も含めた提携
2007年（平成19年）4月27日、福井銀行、福邦銀行と県内5信用金庫（福井、越前、武生、敦賀、小浜）が、同年10月を目処にして7金融機関のキャッシュカードを持つ顧客が7金融機関が設置しているCD・ATMで、残高照会と現金引出が手数料完全無料(時間外手数料・提携手数料が無料)にする方針であることを発表し、同年10月1日より実施した。